# الکساندر وندگریفت
الکساندر وندگریفت (انگلیسی: Alexander Vandegrift; ۱۳ مارس ۱۸۸۷ – ۸ مهٔ ۱۹۷۳) ژنرال سپاه تفنگداران دریایی ایالات متحده آمریکا بود، که در فاصله سال‌های ۱۹۴۳ تا ۱۹۴۷ به‌عنوان هجدهمین فرمانده سپاه تفنگداران دریایی فعالیت می‌کرد.
وندرگریفت فعالیت نظامی را از سال ۱۹۰۹ در سپاه تفنگداران دریایی آمریکا آغاز کرد، از ۱۹۴۰ تا ۱۹۴۱ جانشین فرمانده سپاه تفنگداران دریایی بود، از ۱۹۴۱ تا ۱۹۴۲ به‌عنوان فرمانده سپاه یکم آبی-خاکی تفنگداران دریایی فعالیت می‌کرد و از ۱۹۴۲ تا ۱۹۴۳ فرماندهی لشکر ۱ تفنگداران دریایی را برعهده داشت.
وی در جنگ موز، جنگ جهانی اول، جنگ داخلی چین و جنگ جهانی دوم حضور داشت و در سال ۱۹۴۹ پس از ۴۰ سال خدمت از نیروهای مسلح آمریکا بازنشسته شد.